# Politika Sjeverne Makedonije

## Osnovno
Ustavom Republike Sjeverne Makedonije je zajamčen politički pluralizam, osnivanje i djelovanje političkih stranaka je zajamčeno Ustavom, a Zakonom o političkim strankama propisano je osnivanje, registriranje, nadzor, financiranje i prestanak djelovanja političkih stranaka. Zakonom o finaciranju političkih stranaka regulirano je njihovo financiranje, nadzor, sankcije i nadzor potrošenih sredstava. U državi djeluje oko 48 političkih stranaka, etničke zajednice-manjine također imaju svoje stranke.

## Stranke
Najpoznatije, najorganiziranije i najveće su Socijaldemokratski savez Makedonije (predsjednik je Vlado Bučkovski), VMRO-DPMNE-Demokratska partija makedonskog nacionalnog jedinstva (predsjednik je Nikola Gruevski), Demokratska unija za integraciju (predsjednik je Alia Ahmeti), Liberalno demokratska partija (predsjednik je Risto Penov), Liberalna partija (predsjednik je Stojan Andov), VMRO-Narodna Partija (predsjednik je Ljubčo Georgievski), Demokratska alternativa (predsjednik je Vasil Tupurkovski), Partija za demokratski prosperitet Albanaca (predsjednik je Arben Džaferi), Socijalistička partija (predsjednik je Ljubisav Ivanov-Zingo).

## Izbori
Izbori u Republici organiziraju se i provode u skladu s Ustavom i zakonima o izborima. Predsjednik Republike bira se slobodnim, demokratskim i tajnim glasovanjem svih državljana Republike, a mandat traje šest godina. Na izborima 2004. godine izabran je Branko Crvenkovski. Zastupnike u Sobranje Republike Makedonije, ukupno 120, državljani Makedonije biraju u 6 izbornih jedinica na mandat od četiri godine. Na izborima 2002. godine najviše zastupničkih mjesta osvojio je Socijaldemokratski savez Makedonije. Od svih redova Sobranje bira Vladu Makedonije. Lokalni izbori su svake četiri godine i građani biraju gradonačelnike i savjetnike u Savjetu općine i Grada Skoplja, a posljednji su bili 2005. godine.

## Parlament i vlada
Sobranje Republike Sjeverne Makedonije je zastupničko tijelo građana i nositelj zakonodavne vlasti. Vlada je nositelj izvršne vlasti. Predsjednik Republike Sjeverne Makedonije predstavlja Republiku Sjevernu Makedoniju, vrhovni je zapovjednik oružanih snaga. Nositelji sudske vlasti su osnovni sudovi, prizivni sudovi i Vrhovni sud Republike Sjeverne Makedonije.